# Hesperoyucca newberryi
Hesperoyucca newberryi är en sparrisväxtart som först beskrevs av Mckelvey, och fick sitt nu gällande namn av Clary. Hesperoyucca newberryi ingår i släktet Hesperoyucca och familjen sparrisväxter. Inga underarter finns listade i Catalogue of Life.